# Fomitopsis avellanea
Fomitopsis avellanea är en svampart som först beskrevs av Giacopo Bresàdola, och fick sitt nu gällande namn av Leif Ryvarden 1988. Fomitopsis avellanea ingår i släktet Fomitopsis och familjen Fomitopsidaceae.   Inga underarter finns listade i Catalogue of Life.